# جائزة إسبانيا الكبرى 1981
جائزة إسبانيا الكبرى 1981 هو سباق فورمولا 1 أقيم بتاريخ 21 يونيو 1981 في إسبانيا. كان السابع من أصل 15 في بطولة العالم لسباقات الفورمولا واحد موسم 1981. حلّ الكندي جيل فيلنوف أولا بينما جاء الفرنسي جاك لافيت في المركز الثاني.